# 科隆竞技俱乐部
聖大非高隆體育會（西班牙語：Club Atlético Colón de Santa Fe），一般稱為高隆，是阿根廷圣菲市的一个足球俱乐部，成立于1905年。现参加阿根廷足球甲级联赛。高隆體育會主场位于洛佩兹将军球场。曾获得1997年秋季联赛亚军、2000年秋季联赛以及2009年春季联赛季军。它得名於「克里斯托巴爾·科隆」Cristóbal Colón（即哥伦布），當時其中一個男孩正在研究他的傳記。

## 歷史
一群來自聖達菲的男孩選擇了足球作為愛好和娛樂。學齡兒童日復一日地聚集在城市東部的一塊空地上，讓球滾動起來。
隨著時間的流逝，友情和對足球這項運動的熱愛越來越深，在這種有利的環境下，組建俱樂部的想法開始形成。1905 年 5 月的一個下午，男孩們去家中尋找 Rebechi 塑造創作，但母親告訴他們她正在學習歷史，不能出門。當他們離開時，他們記得他們的學校老師曾讓他們作為研究克里斯托巴爾·科隆Cristóbal Colón（即克里斯托弗·哥伦布）航海的科目。Aníbal Rebechi 提議給俱樂部起這個名字。以這種方式，並在小組所有成員的批准下，他們更名為“科隆足球俱樂部”。1905 年 5 月 5 日，一個早在多年前就已經誕生的俱樂部，正在接受洗禮，封印了一群朋友的鐵一般的友誼。